# محمود محمد خطاب السبكي
المؤسس الأول للجمعية الشرعية من علماء الأزهر البارزين، ولد في 19 ذي القعدة 1274 هـ / 1858م، وتوفي في 14 ربيع الأول 1352 هـ / 7 يوليو 1933م. ألف كتبا كثيرة منها الدين الخالص في تسعة مجلدات والمنهل العذب المورود في أربعة عشر مجلدا والعهد الوثيق لمن ارد سلوك احسن طريق واتحاف الكائنات ببيان مذهب السلف والخلف في المتشابهات ورد شبه المشابهة والمجسمه 

## حياته
ولد في سبك الأحد من أعمال محافظة المنوفية وظل يباشر أطيان أبيه إلى أن بلغ سن العشرين ثم تعلم القراءة والكتابة في زمن يسير وحين طلب للتجنيد ذهب به أخوه إلى الأزهر فتعلق بالعلم وأخلص في التلقي والاستيعاب، حتى حصل على العالمية (الأزهر) بجدارة وتفوق، ثم قام بدعوته في إحياء السنة وإماتة البدعة. وكان من اكابر المتصوفين (انظر كتاب رحلتى مع التصوف- خالد محمد خالد)
أنشأ الجمعية الشرعية سنة 1331هـ /1912م، ووضع لها قانونها وأغراضها ونظامها، وقاوم المنتفعين بهذه البدع وجذب إلى دعوته الفاقهين النابهين من علماء الأزهر وطلابه ومن تجار الخيامية ورجال بلدته وأتبع دعوته الإصلاحية بالعمل الجاد المثمر فأنشأ مصنع المنسوجات الشرعية نواة للاستقلال الاقتصادي وتشغيل الأيدي العاملة وشاء الله أن ينتقل هذا الإمام الجليل إلى رحاب ربه يوم الجمعة الموافق 14 من ربيع الأول 1352 هـ / 1933م.

## شيوخه
ومن شيوخه الذين تلقى عنهم بالأزهر الشريف العلامة الإمام محمد بن محمد عليش المالكي (ت 1299 هـ), وشيخ الإسلام الشمس الإنبابي (ت 1313 هـ), وشيخ الإسلام سليم البشري... وذكر هؤلاء الأعلام الثلاثة في مقدمة شرحه الممتع المفيد على سنن أبي داود، ومن مشايخه بالأزهر أيضاً الشهاب أحمد الرفاعي، والشيخ إبراهيم الظواهري... وغيرهم.
جدَّ في أثناء الطلب على تحصيل الفقه المالكي، فكان يحضر عدة دروس في اليوم الواحد وجمع في وقت الطلب «حكمة البصير على مجموع الأمير» في أربعة أجزاء ضخام، وفي وقت الطلب أيضاً جمع كتابه «فتاوى أئمة المسلمين بقطع لسان المبتدعين», وقد طبع وكان موضع إعجاب مشايخه لمثابرته وجده في التحصيل، فتفوَّق على الأقران.
وفي سنة 1313 هـ في شهر رجب نال شهادة العالمية بحضور أفاضل علماء الأزهر، وقد أثنى الجميع على علمه، وعمله، ثم اشتغل بالتدريس في الأزهر الشريف فكان يدرس الفقه المالكي والحديث والأصول، ولدعوته الكبيرة الواسعة وحسن إخلاصه التفَّ حوله العديد من العلماء والطلاب، فبنى مسجداً في ساحة منزله بحي الخيامية بالقاهرة المعزية ز

## علمه
- تلقى العلم في الجامع الأزهر على يد أكفأ العلماء في عصره من أمثال الشيخ حسن العدوى والشيخ حسونة النواوي، والشيخ سليمان العبد، وكان من تلاميذه الشيخ عبد المجيد سليم شيخ الأزهر، والشيخ على محفوظ، والشيخ نوار عميد كلية اللغة العربية.
- اشتغل من شبابه بالذكر والصوم والتهجد، وبدأ حياته برعى الغنم وزراعة أرض أبيه وأجاد التجارة والحياكة والصيد وركوب الخيل.
- لم يبدأ رحلة التعليم في الأزهر إلا بعد أن تجاوز العقد الثانى من عمره، وحين تعجب أخوه الشيخ خطاب من رغبته الملحة في تلقى العلم بعد هذه السن قال له: قد تسبق العرجاء، والله يختص برحمته من يشاء.
- كان في أثناء دراسته يصر على تنفيذ ما يتلقاه من أحكام الشرع أولاً بأول؛ إذ كان يؤمن بأن من عمل بما علم أورثه الله علم ما لم يعلم، وكان إيجابياً خدوماً لزملائه في الدراسة يشرح لهم ما غمض عليهم، ويدعوهم دائماً إلى أن يكونوا قدوة صالحة لغيرهم.
- كان في أوقات فراغه من الدراسة يخالط أهل الريف في بلده وما جاورها، يبين لهم مخاطر البدع والخرافات التي سادت في ذلك العصر في المآتم والأفراح من اللطم والاتشاح بالسواد وتكرار العزاء في الخميس والأربعين، وإقامة السرادقات واستقدام الراقصات في الأفراح، والإسراف في المظاهر الكاذبة.
- وفقه الله تعالى - إلى حد بعيد - في إنشاء الجمعية الشرعية، وضبط مسارها بمباديء الكتاب والسنة الصحيحة ووضع لها من القوانين والوسائل ما يحقق هذه المباديء بأيسر السبل، فاختار اسمها متضمناً شعارها أنه «تعاون العاملين» لا العالمين، ولا الخاملين.

إن العمل الدؤوب والصامت هو الأساس بشرط أن يكون مخلصاً مبنياً على عقيدة راسخة وولاء تام، شاملاً للعطاء والإنفاق في سبيل الدعوة وأبواب الخير من مال حلال، ومقاطعة أهل البدع والخرافات بعد البيان والبلاغ بالحكمة والموعظة الحسنة ومعاونة المحتاجين، ومناصرة المضطهدين، ومد يد العون لليتامى والمساكين ليتحولوا إلى طاقة بناءة لوطن عزيز.. تلك كانت خلاصة فكر الإمام.
- مع هذا الجهاد المضنى لم يغفل جانب التأليف فترك ثروة علمية صارت مراجع مُوَثَّقة للباحثين ومنهجاً واضحاً لأبناء الجمعية، ومن أهمها كتاب «الدين الخالص أو إرشاد الخلق إلى دين الحق» في ثمانية مجلدات، وكتاب «المنهل العذب المورود في شرح سنن أبى داود» في عشرة مجلدات و «فتاوى أئمة المسلمين بقطع ألسنة المبتدعين» وغيرها من الكتب التي أثرت المكتبة الإسلامية.[2]

## الجمعية الشرعية لتعاون العاملين بالكتاب والسنة المحمَّدية
وكان يدرِّس في المسجد المذكور سنن أبي داود والنسائي والفقه على المذاهب الأربعة، وله درس عام بعد صلاة الجمعة، وكان صوته جهورياً إلى أول الشارع المعروف اليوم بإسمه في حي الخيامية بالقاهرة.
وكان له دور كبير رحمه الله في مقاومة الاحتلال الإنجليزي، وفي الأعمال الإغاثية الخيرية.

## وفاته
في سنة (1350هـ) أحيل إلى التقاعد حسب قانون الأزهر المعمول به في ذلك الحين، ولكن هذا لم يمنعه من دعوته، فاشتغل في مسجده بالتدريس وإحياء الليل بالذكر والصلاة والتلاوة وانتقل من دار الغرور والفناء، يوم الجمعة الرابع عشر من ربيع الأول سنة (1352هـ).
وكانت جنازته مهيبة كبيرة حضرها العلماء والأمراء، ودفن المترجم له في مقابر باب الوزير... رحمه الله وأثابه رضاه.